# Stadsdelar i Rio de Janeiro
Stadsförvaltningen (prefeitura) delar in Rio de Janeiro i 
- 33 administrativregioner (regiões administrativas eller RA), som numreras med romerska siffror, och
- 164 stadsdelar (bairros).[1]

Stadsdelarna kan även delas in i större geografiska zoner: 
- Centro

Bairro Imperial de São Cristóvão, Benfica, Caju, Catumbi, Centro, Cidade Nova, Estácio, Gamboa, Glória, Lapa, Mangueira, Paquetá, Rio Comprido, Santa Teresa, Santo Cristo, Saúde och Vasco da Gama.
- Zona Sul

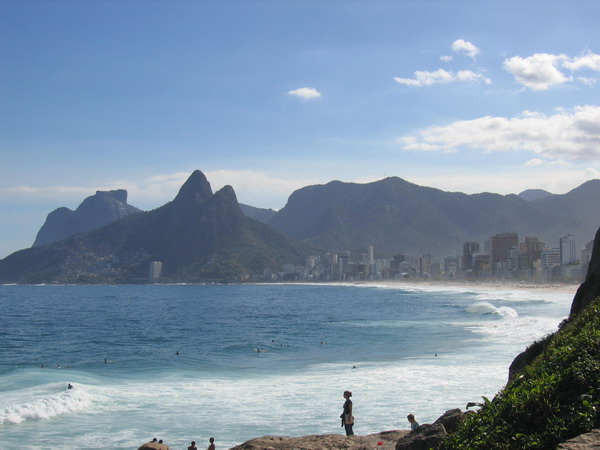
Vy över Leblon och Ipanema.

Botafogo, Catete, Copacabana, Cosme Velho, Flamengo, Gávea, Humaitá, Ipanema, Jardim Botânico, Lagoa, Laranjeiras, Leblon, Leme, Rocinha, São Conrado, Urca och Vidigal.
- Zona Norte

Abolição, Acari, Água Santa, Alto da Boa Vista, Anchieta, Andaraí, Bancários, Barros Filho, Bento Ribeiro, Bonsucesso, Braz de Pina, Cachambi, Cacuia, Campinho, Cascadura, Cavalcanti, Cidade Universitária, Cocotá, Coelho Neto, Colégio, Complexo do Alemão, Cordovil, Costa Barros, Del Castilho, Encantado, Engenheiro Leal, Engenho da Rainha, Engenho de Dentro, Engenho Novo, Freguesia (Ilha do Governador), Galeão, Grajaú, Guadalupe, Higienópolis, Honório Gurgel, Inhaúma, Irajá, Jacaré, Jacarezinho, Jardim América, Jardim Carioca, Jardim Guanabara, Lins de Vasconcelos, Madureira, Manguinhos, Maracanã, Maré, Marechal Hermes, Maria da Graça, Méier, Moneró, Olaria, Oswaldo Cruz, Parada de Lucas, Parque Anchieta, Parque Colúmbia, Pavuna, Penha, Penha Circular, Piedade, Pilares, Pitangueiras, Portuguesa, Praça da Bandeira, Praia da Bandeira, Quintino Bocaiúva, Ramos, Riachuelo, Ribeira, Ricardo de Albuquerque, Rocha, Rocha Miranda, Sampaio, São Francisco Xavier, Tauá, Tijuca, Todos os Santos, Tomás Coelho, Turiaçu, Vaz Lobo, Vicente de Carvalho, Vigário Geral, Vila da Penha, Vila Isabel, Vila Kosmos, Vista Alegre och Zumbi.
- Zona Oeste

Anil, Bangu, Barra da Tijuca, Barra de Guaratiba, Camorim, Campo dos Afonsos, Campo Grande, Cidade de Deus, Cosmos, Curicica, Deodoro, Freguesia (Jacarepaguá), Gardênia Azul, Gericinó, Grumari, Guaratiba, Ilha de Guaratiba, Inhoaíba, Itanhangá, Jabour, Jacarepaguá, Jardim Sulacap, Joá, Magalhães Bastos, Paciência, Padre Miguel, Pechincha, Pedra de Guaratiba, Praça Seca, Realengo, Recreio dos Bandeirantes, Santa Cruz, Santíssimo, Senador Camará, Senador Vasconcelos, Sepetiba, Tanque, Taquara, Vargem Grande, Vargem Pequena, Vila Kennedy, Vila Militar och Vila Valqueire.